# Wjatscheslaw Rudolfowitsch Menschinski

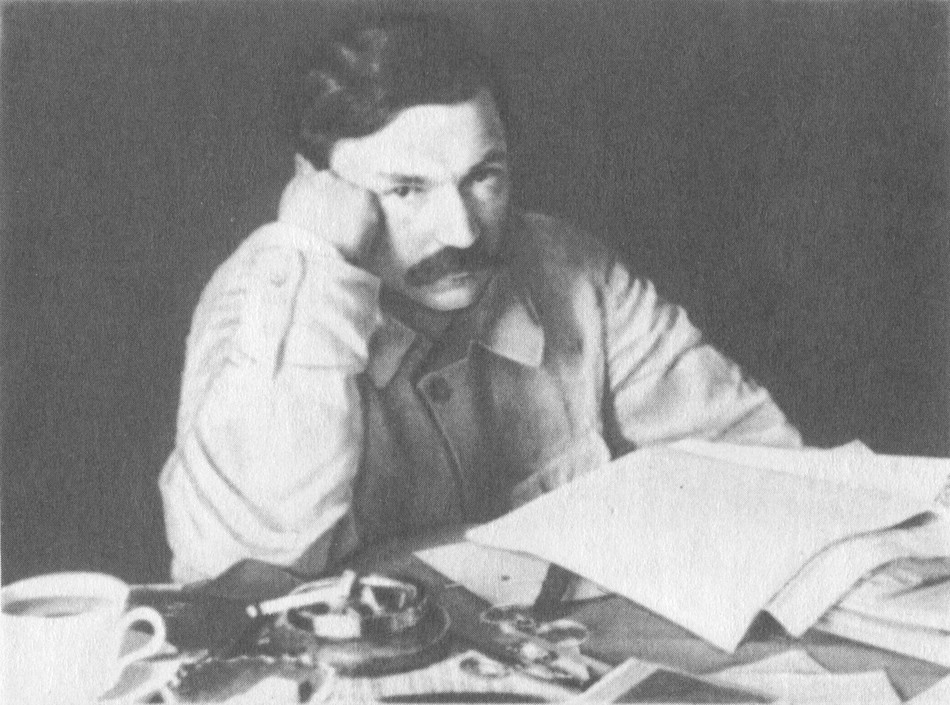
Menschinski am Schreibtisch, 1926

Wjatscheslaw Rudolfowitsch Menschinski (russisch Вячеслав Рудольфович Менжинский, wissenschaftliche Transliteration Vjačeslav Rudol'fovič Menžinskij, polnisch Wiaczesław Mienżynski; * 19. Augustjul. / 31. August 1874greg. in Sankt Petersburg; † 10. Mai 1934 in Moskau) war ein russischer und sowjetischer Revolutionär und Politiker. Von 1926 bis 1934 war er Leiter des sowjetischen Geheimdienstes OGPU.

## Leben
Wjatscheslaw Menschinski entstammte einer erbadeligen Familie polnischer Herkunft. Seine Eltern waren Lehrer. Er beherrschte 16 Sprachen fließend, darunter Japanisch. Die letzte Sprache, die er lernte, war Persisch, da er angeblich das Werk Omar Chayyāms studieren wollte. 1898 schloss er das Studium der Rechte an der Universität zu Petersburg erfolgreich ab und trat 1902 der Sozialdemokratischen Arbeiterpartei Russlands bei. 1905 wurde er Mitglied des militärischen Arms des St. Petersburger Komitees der Partei. Bereits 1906 wurde er verhaftet; ihm gelang jedoch die Flucht ins Ausland. Danach lebte er im Exil in Belgien, der Schweiz, Frankreich und den USA. Im Sommer 1917 kehrte er nach Russland zurück.
Nach der Oktoberrevolution wurde Menschinski zunächst Volkskommissar (Minister) für Finanzen. Ab 1919 war er Mitglied des Präsidiums der Tscheka und wurde fünf Jahre später zum stellvertretenden Leiter des OGPU, der Nachfolgeorganisation der Tscheka ernannt. Nach dem Tode seines Vorgesetzten Felix Dserschinski im Juli 1926 trat Menschinski dessen Nachfolge als Leiter des Geheimdienstes an. Menschinski war an einigen spektakulären Erfolgen der OGPU gegen im Ausland sitzende Gruppen von Exilrussen, die der Sowjetunion feindlich gegenüberstanden, beteiligt. So gelang es dem sowjetischen Geheimdienst unter maßgeblicher Beteiligung Menschinskis unter anderem Boris Sawinkow und Sidney Reilly auszuschalten. Beide wurden durch eine in Wahrheit vom sowjetischen Geheimdienst initiierte angebliche geheime oppositionelle Gruppe in die Sowjetunion gelockt und dort verhaftet.
Gegenüber Stalin blieb Menschinski auch nach den ersten Ansätzen des beginnenden Personenkults und den ersten Säuberungen, die ab 1930 stattfanden, loyal. Trotzki beschrieb deshalb Menschinski, den er vor seinem Gang ins Exil getroffen hatte, als unscheinbare Persönlichkeit.
In seinen letzten Jahren war Menschinski aufgrund einer Angina Pectoris stark eingeschränkt. So leitete er den Geheimdienst, während er auf einer Couch in seinem Büro in der Lubjanka lag. 1934 erlag er der Krankheit und wurde an der Kremlmauer in Moskau beigesetzt. Er starb – anders als seine Nachfolger Genrich Jagoda, Nikolai Jeschow, Lawrenti Beria, Wsewolod Nikolajewitsch Merkulow und Wiktor Semjonowitsch Abakumow – eines natürlichen Todes. Zwar gestand Jagoda während seines Schauprozesses, dass er neben Kuibyschew und Maxim Gorki auch Menschinski vergiftet habe, doch dürfte diese Aussage im Hinblick auf die Umstände, unter denen Jagodas Geständnis erpresst wurde, wohl nicht den Tatsachen entsprechen.